# 今田なお
今田 なお（いまだ なお、1984年8月3日 - ）は、福島県出身の日本のタレント、個人投資家、政治運動家。ミアエンタテイメント所属。

## 人物・来歴
2007年3月、福島県立医科大学看護学部卒業。
同年5月、秋葉原のメイドリフレクソロジーミアリラクゼーションで働き始める。
趣味の株式投資で注目を浴び、2008年12月よりミアエンタテイメントに所属。
2009年6月、ミアホスピタルを開院。看護師資格を持つアキバ系アイドルとしてリアル健康診断イベントを行う。また秋葉原周辺のミアスタジオにて定期的に開催されるコスプレ撮影会に参加した。さらにラジオNIKKEIなどの経済番組にたびたび出演、自身の投資経験を披露するなど多方面で活躍。
普段はメイドリフレクソロジースタッフとして店舗で接客を行い、のちに秋葉原のメイド喫茶・ミアカフェも兼務していた。
2010年6月、公式ブログにて2011年4月に行われる東京都千代田区議会議員選挙に出馬の意向を表明。秋葉原地区での路上駐車全面解禁や観光資源としての靖国神社の広報強化等を主要公約に掲げたが同年12月出馬断念を発表。主要公約他の政策はミアエンタテインメント取締役の寺島ひろやすへと引き継がれた。
2011年3月11日の東日本大震災でいわき市の実家が被災。帰郷し、以後は実家で生活していたが、2011年9月のブログで家族と共に親類のいる大阪府枚方市へ転居すること、当面は専業看護師として病院に勤務するためメイド活動から離れることを報告した。

## プロフィール
- 誕生日：1984年8月3日
- 身長：154cm
- 体重：38kg
- 星座：しし座
- 血液型：AB型
- 趣味：投資、ギャンブル
- 特技：テレビを観ながら本を読む
- 資格：看護師、保健師
- 好きなこと：寝ること
- 好きな食べ物：刺身、カキ

## 出演

### テレビ
- 2008年12月30日放送 テレビ東京・BSジャパン 「今だから闘う!個人投資家たち」
- 2009年2月2日放送 TBSテレビ「オビラジR」アキバメイド（仮）バストサイズ大公開
- 2009年7月放送 スカパー371ch エンタ!371「次世代アイドル調査隊IDOL×HUNTER」
- 2009年12月31日〜2010年1月1日放送 BS11デジタル あけまして鷹の爪!-DLE HOUR プレミアム-「愛と裏切りの新春ボコボコ相談室」
- 2010年7月放送 台湾CTIニュースチャンネル国際ニュース
- 2011年1月22日放送 テレビ朝日 スーパーJチャンネル「あす再開秋葉原“ホコ天”2年7ヶ月ぶりメイドも期待」
- 2011年3月20日放送 BSフジ「アイドル動鑑」萌えドル篇

### ラジオ
- 2009年8月21日配信 フジポッド つか金フライデー「萌え萌え健康診断で、本田朋子がメイド復活!」
- 2010年5月21日放送 ラジオNIKKEI 夕焼けマーケッツANNEX 夜のトレード酒場!「今だからいえる『ギリシャショック、あのとき私は。。。』」
- 2010年6月11日放送 ラジオNIKKEI 夕焼けマーケッツANNEX 夜のトレード酒場!「1時間で豪ドルが好きになる!夜トレ豪ドル祭り」
- 2010年9月17日放送 ラジオNIKKEI 夕焼けマーケッツANNEX 夜のトレード酒場!「投資の勝ち組になる!自分の過去のトレードと向き合おう!」
- 2010年10月15日〜 ラジオNIKKEI 夕焼けマーケッツANNEX 夜のトレード酒場!「HIGH・LOWガールズの『円高？円安？あなたならどっち？』」
- 2010年10月15日放送 ラジオNIKKEI 夕焼けマーケッツANNEX 夜のトレード酒場!「ドクター高野のFXお悩みクリニック」
- 2010年11月5日放送 ラジオNIKKEI 夕焼けマーケッツANNEX 夜のトレード酒場!「「夕焼けマーケッツANNEX　夜のトレード大会議」＝「夜トレ!」雇用統計の夜をいっしょにすごしましょう!」
- 2010年11月12日放送 ラジオNIKKEI 夕焼けマーケッツANNEX 夜のトレード酒場!「ドクター高野のFXお悩みクリニック」
- 2010年12月10日放送 ラジオNIKKEI 夕焼けマーケッツANNEX 夜のトレード酒場!「ドクター高野のFXお悩みクリニック」
- 2010年12月24日放送 ラジオNIKKEI 夕焼けマーケッツANNEX 夜のトレード酒場!「クリイブの夜をいっしょにすごす人がいない株・為替の投資家大集合!」
- 2010年12月28日、31日放送 ラジオNIKKEI 夕焼けマーケッツANNEX 夜のトレード酒場!「『HIGH・LOWガールズの円高？円安？あなたならどっち？』優勝!本山華子の夜トレ」
- 2011年1月14日放送 ラジオNIKKEI 夕焼けマーケッツANNEX 夜のトレード酒場!「ドクター高野のFXお悩みクリニック」
- 2011年2月21日放送 ラジオNIKKEI 夕焼けマーケッツANNEX 夜のトレード酒場!「コツコツFXで月5万円を確実に稼ぐ！」
- 2011年2月28日放送 ラジオNIKKEI 夕焼けマーケッツANNEX 夜のトレード酒場!「ドクター高野のFXお悩みクリニックSP ネットで！リアルで！仲間をつくろう」

### 新聞
- 2010年7月18日発売 日刊スポーツ2010年(平成22年)7月18日 日曜日 「カリスマメイド今田なおさん区議選出馬」
- 2010年8月31日発売 東京新聞2010年(平成22年)8月31日 火曜日 「メードは千代田区議員を目指す」
- 2010年9月7日発売 中日新聞2010年(平成22年)9月7日 火曜日 「区議選挑戦しちゃうゾ」

### 雑誌
- 2008年11月発売 リアルガンダイジェスト2009
- 2009年7月10日発刊 東京秋葉原着 えくすとら・おたまっぷ（仮）
- 2009年9月16日発売 扶桑社 \en_SPA! '09秋10/16号「ゼニズバッ!［好運!］美女ファイル」
- 2009年10月5日発売 インフォレスト COSMODE 2009年11月号「CHARACTER STYLE 550」
- 2009年10月21日発売 廣済堂出版 ネットマネー 2009年12月号「FX10万円超倍増システムでGO!!」
- 2009年11月9日発売 集英社 週刊プレイボーイ 11.23No.47「BookinBook リアル系アイドルスター誕生!!」
- 2010年1月16日発売 WPP モノ・マガジン 2010年2月2日特集号No.620 特集/グレイト制服図鑑もっと制服だから制服「メイド服の法則」
- 2011年2月21日発売 廣済堂出版 ネットマネー 2011年4月号「MONEYホットライン」

### DVD
- 2009年11月6日発売 sora entertainment 今田なお 1st DVD「BABY」